# Dobczyce (gmina)
Dobczyce – gmina miejsko-wiejska w województwie małopolskim, w powiecie myślenickim. W latach 1975–1998 gmina położona była w województwie krakowskim.
Siedziba gminy to Dobczyce.
Według danych z 30 czerwca 2004 gminę zamieszkiwały 13 783 osoby.

## Struktura powierzchni
Według danych z roku 2002 gmina Dobczyce ma obszar 66,63 km², w tym:
- użytki rolne: 52%
- użytki leśne: 23%

Gmina stanowi 9,9% powierzchni powiatu.

## Demografia

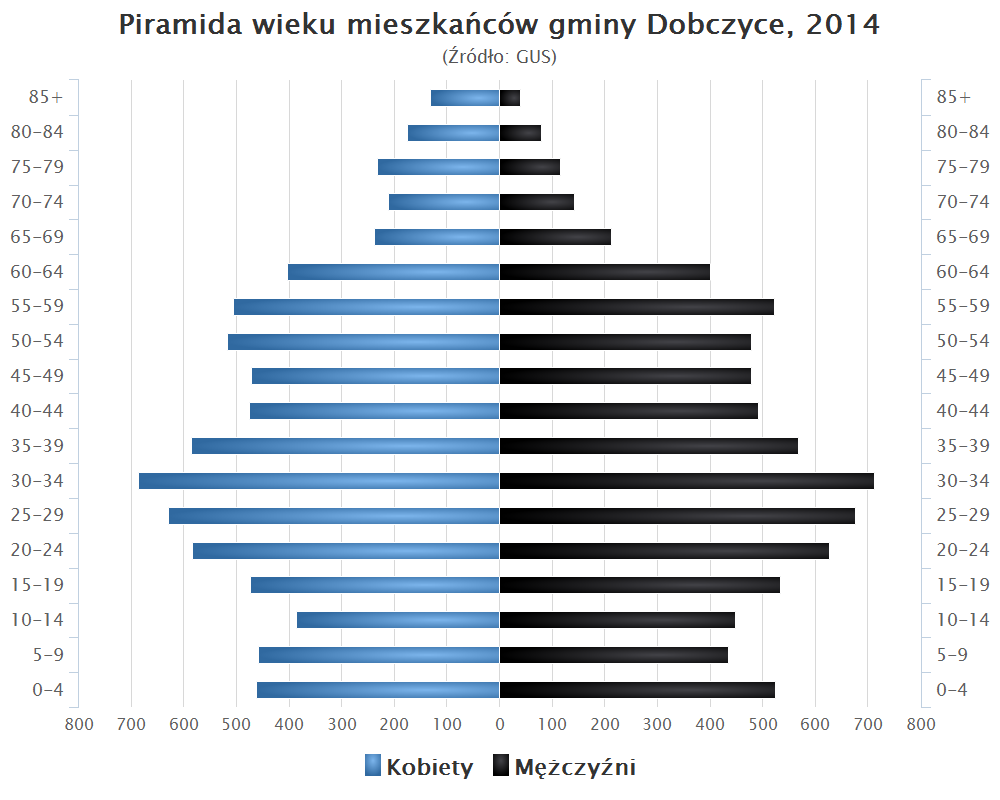
Piramida wieku mieszkańców gminy Dobczyce w 2014 roku

Dane z 30 czerwca 2004:
| Opis                              | Ogółem | Ogółem | Kobiety | Kobiety | Mężczyźni | Mężczyźni |
| --------------------------------- | ------ | ------ | ------- | ------- | --------- | --------- |
| jednostka                         | osób   | %      | osób    | %       | osób      | %         |
| populacja                         | 13 783 | 100    | 6936    | 50,3    | 6847      | 49,7      |
| gęstość zaludnienia (mieszk./km²) | 206,9  | 206,9  | 104,1   | 104,1   | 102,8     | 102,8     |

## Religia
- Kościół rzymskokatolicki: 5 parafii
- Świadkowie Jehowy: zbór[4]

## Sołectwa
Bieńkowice, Brzączowice, Brzezowa, Dziekanowice, Kędzierzynka, Kornatka, Niezdów, Nowa Wieś, Rudnik, Sieraków, Skrzynka, Stadniki, Stojowice.

## Sąsiednie gminy
Gdów, Myślenice, Raciechowice, Siepraw, Wieliczka, Wiśniowa